# Героичната шесторка
Героичната шесторка (на английски: Big Hero 6) е анимационен филм от 2014 г.

## Награди и номинации
| Награда                              | Категория                  | Резултат  |
| ------------------------------------ | -------------------------- | --------- |
| Награди на филмовата академия на САЩ | Най-добър анимационен филм | награда   |
| Награда на БАФТА                     | Най-добър анимационен филм | номинация |
| Златен глобус                        | Най-добър анимационен филм | номинация |